# Landgraviat de Haute-Hesse
1458–1500
Entités précédentes :
- Landgraviat de Hesse

Entités suivantes :
- Landgraviat de Hesse

Le landgraviat de Haute-Hesse est un État du Saint-Empire romain germanique qui existe de 1458 à 1500. Il comprend la région allant de Biedenkopf et Gladenbach à l'ouest, en passant par le centre de Marbourg, jusqu'à Alsfeld à l'est et de Giessen et Grünberg au sud à Frankenberg au nord. À la mort de Louis Ier, le landgraviat de Hesse est divisé entre les landgraviats de Haute-Hesse et la Basse-Hesse. Ces territoires sont de nouveau réunis dans le landgraviat de Hesse en 1500.

## Liste des landgraves de Haute-Hesse
- 1458-1471 : Louis II « le Franc »
- 1471-1493 : Guillaume Ier « l'Ancien », fils du précédent
- 1493-1500 : Guillaume II « le Cadet », frère du précédent